# Йоонас Донськой
Йоонас Донськой (фін. Joonas Donskoi; 13 квітня 1992, м. Раахе, Фінляндія) — фінський хокеїст, лівий/правий нападник. Виступає за Сіетл Кракен у НХЛ.
Вихованець хокейної школи ТеКі. Виступав за «Кярпят» (Оулу).
В чемпіонатах Фінляндії — 271 матчі (60+96), у плей-оф — 47 матчів (14+22).
У складі національної збірної Фінляндії учасник чемпіонату світу 2015 (8 матчів, 5+3); учасник EHT 2014 і 2015 (7 матчів, 2+1). У складі молодіжної збірної Фінляндії учасник чемпіонатів світу 2011 і 2012. У складі юніорської збірної Фінляндії учасник чемпіонату світу 2010.
Досягнення
- Чемпіон Фінляндії (2014, 2015)
- Бронзовий призер юніорського чемпіонату світу (2010)

Нагороди
- Нагорода Ярі Куррі (2015) — найкращий гравець плей-оф Лійги